# Time & Dado Topić
Time & Dado Topić je prvi kompilacijski album skupine Time. Album je kompilacija albumov Time II in Život u čizmama s visokom petom ter singla "Tini-Tina". Album je izšel leta 1996 pri založbah Krin Music in Razglas Records.

## Seznam skladb
Vse skladbe je napisal Dado Topić, razen, kjer je posebej napisano.
| Št. | Naslov                                                    | Dolžina |
| --- | --------------------------------------------------------- | ------- |
| 1.  | „Divlje guske‟ (Dado Topić/Desanka Maksimović)            | 7:08    |
| 2.  | „Balada o 2000‟ (Alberto Krasnić/Dado Topić)              | 5:27    |
| 3.  | „Da li znaš da te volim‟ (Dado Topić/arr. Dečo Žgur)      | 6:04    |
| 4.  | „Alfa Romeo GTA‟                                          | 3:37    |
| 5.  | „Dok ja i moj miš sviramo jazz‟                           | 3:12    |
| 6.  | „Živjeti slobodno‟                                        | 3:28    |
| 7.  | „Superstar‟                                               | 4:56    |
| 8.  | „Život u čizmama s visokom petom‟                         | 8:33    |
| 9.  | „Ispovijest jednog Sarajlije‟ (Chris Nicholls/Dado Topić) | 5:07    |
| 10. | „Igraj narode moj‟                                        | 6:52    |
| 11. | „Jer sve je u pjesmi što čovjeku treba‟                   | 4:49    |
| 12. | „London, decembar '75‟                                    | 5:31    |
| 13. | „Čekajući jutro‟                                          | 3:25    |
| 14. | „Tin i Tina‟                                              | 4:05    |